# مامو وولده
مامو وولده به زبان اورومو: Maammo Woldee و به زبان امهری: ደጋጋ ("ማሞ") ወልዴ (زادهٔ ۱۲ ژئن ۱۹۳۲، درگذشت ۲۶ مه ۲۰۰۲) ورزشکار دو استقامت اهل اتیوپی بود که در دو صحرانوردی و دو جاده ای هم شرکت می‌کرد. او برندهٔ ماراتن بازی‌های المپیک تابستانی ۱۹۶۸ است.
وولده در ۱۹۵۱ به آدیس آبابا مهاجرت کرد.